# Bobryno
Bobryno – dawny zaścianek. Tereny, na których był położony, leżą obecnie na Białorusi, w obwodzie grodzieńskim, w rejonie smorgońskim, w sielsowiecie Zalesie.

## Historia
W czasach zaborów w granicach Imperium Rosyjskiego.
W latach 1921–1945 zaścianek leżał w Polsce, w województwie nowogródzkim (od 1926 w województwie wileńskim), w powiecie mołodeckim, w gminie Bienica.
W 1931 w 3 domach zamieszkiwało 14 osób.